# Calyptronoma
Calyptronoma es un género con tres especies de plantas con flores perteneciente a la familia  de las palmeras (Arecaceae).  

## Distribución y hábitat
Son nativos de las Antillas Mayores. Tienen las hojas pinnadas compuestas con pecíolos cortos. 

Hay tres especies del género -  C. occidentalis es endémica de Jamaica,  C. plumeriana se encuentra en Cuba y La Española, y C. rivalis se encuentra en La Española y Puerto Rico. 

## Taxonomía
El género fue descrito por  August Heinrich Rudolf Grisebach y publicado en Flora of the British West Indian Islands 518. 1864.
Etimología
Calyptronoma: nombre genérico que deriva de kalyptra = "tapa" y nomos = "que está en uso habitual", en referencia a la parte superior de la corola de la flor pistilada que es empujada fuera como una tapa o tapón.

## Especies
- Calyptronoma occidentalis
- Calyptronoma plumeriana
- Calyptronoma rivalis